# Dansk katteregister
Dansk Katteregister er et landsdækkende non-profit register, der optager alle øre/chipmærkede katte.
Dansk Katteregister, der blev etableret i 1991, blev fra 1991-2025 administreret af Danmarks største katteorganisation, Inges Kattehjem. Der nyregistreres årligt mere end 25.000 katte.
Pr. 1. februar 2025 er Danmarks to katteregistre, Dansk Katteregister og Det Danske Katteregister, blevet sammenlagt under navnet Dansk Katteregister, så der fremover kun er ét katteregister. Det blev besluttet i 2024 efter forhandlinger mellem de to registre.
Dansk Katteregister er medlem af den fælleseuropæiske søgetjeneste Europetnet.